# کارزار ریاست‌جمهوری ۲۰۱۶ دونالد ترامپ
کارزار ریاست‌جمهوری دونالد ترامپ تاجر و شخصیت تلویزیونی و رئیس‌جمهور منتخب آمریکا رسماً در ۱۶ ژوئن ۲۰۱۵ به راه افتاد. ترامپ با پیروزی در بیشتر ایالات و قلمروها و کسب بیشترین تعداد نمایندگان حاضر در مجمع ملی جمهوریخواه سال ۲۰۱۶، نامزد حزب جمهوری‌خواه در انتخابات ریاست جمهوری سال ۲۰۱۶ ایالات متحده آمریکا بود. او مایک پنس فرماندار ایندیانا را به عنوان نامزد معاونت رئیس‌جمهور برگزید. ترامپ در ۹ نوامبر برای دوره بعد رئیس‌جمهور منتخب ایالات متحده آمریکا شد.
دانلد ترامپ نامزدی خود را برای ریاست جمهوری ایالات متحده آمریکا در انتخابات سال ۲۰۱۶ در برج ترامپ در نیویورک اعلام کرد. شعار رسمی کمپین ترامپ «عظمت را دوباره به آمریکا برمی‌گردانیم» است.
مواضع پوپولیستی ترامپ در ضدیت با مهاجرت غیرقانونی، توافقنامه‌های متعدد تجارت آزادی که او آن‌ها را غیرمنصفانه می‌داند، و بیشتر مداخله جویی‌های خارجی، برای او حمایت مشخصی بین رای‌دهندگان یقه آبی و رای‌دهندگان فاقد مدرک تحصیلی دانشگاهی به همراه آورده‌است. بسیاری از اظهارات وی شدیداً مجادله برانگیزند و به کمپین او کمک کرده‌اند مورد پوشش گستردهٔ منابع رسانه‌ای جریان اصلی قرار بگیرد. پوشش وسیع رسانه‌ای او را قادر ساخته از کمک‌های مالی به کمپینش و کمیته‌های کنش سیاسی (سوپرپک‌ها) که ترامپ از آن‌ها و نیز سیاستمدارانی که از آن‌ها استفاده می‌کنند انتقاد کرده، بی‌نیاز شود. خودداری او از آنچه او سنجیده روی سیاسیش می‌داند موضوع اصلی کمپین او بوده و نشان داده شده که این مسئله بین هوادارانش محبوب است. قطبی کننده‌ترین و بیش از همه گزارش شده‌ترین بیانات ترامپ در خصوص مسایل مهاجرت و امنیت مرزها، خصوصاً در خصوص پیشنهاد اخراج مهاجرین غیرقانونی، ساختن دیوار بزرگی در مرز آمریکا و مکزیک به خرج مکزیک، ممنوعیتی موقت در خصوص ورود مسلمانان خارجی به آمریکا و توصیف‌های او در خصوص مهاجرین غیرقانونی گذرکننده از مرز مکزیک به آمریکا بوده‌اند.

## پیش زمینه

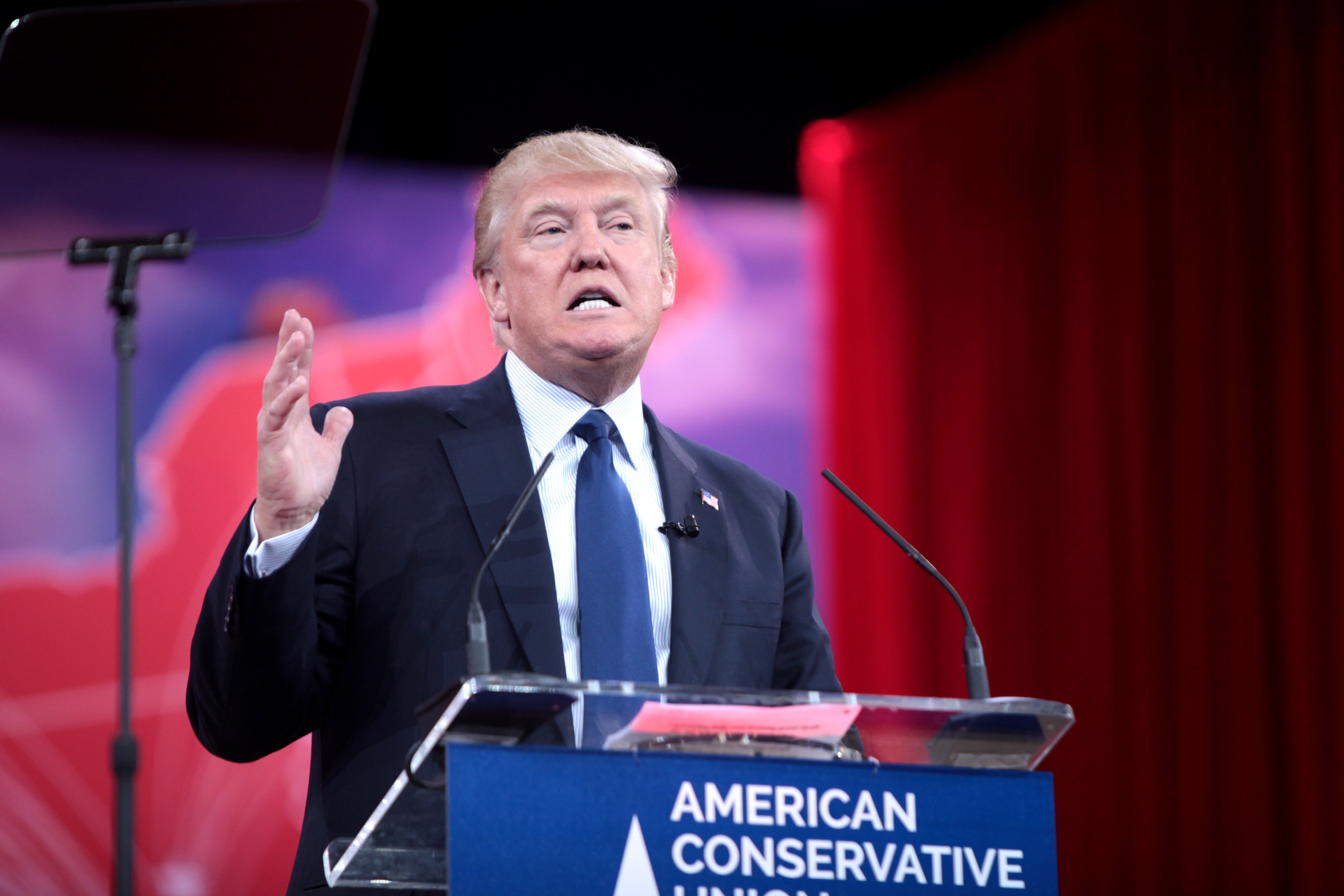
دانلد ترامپ در حال سخنرانی در سی پک ۲۰۱۵

ترامپ از انتخابات ریاست جمهوری سال ۱۹۸۸ تاکنون تقریباً در هر دوره از انتخابات ریاست جمهوری به عنوان یکی از نامزدهای احتمالی مطرح بوده‌است. در اوایل سال ۲۰۱۱، او در نظرسنجی‌ها در میان نامزدهای جمهوریخواه برای انتخابات ریاست‌جمهوری ۲۰۱۲ ایالات متحده آمریکا نفر اول بود. به هر روی در مه ۲۰۱۱ ترامپ اعلام کرد نامزد تصدی این مقام نخواهد شد.

## پیشتازی جمهوریخواهان

کلاه با شعار رسمی کمپین ترامپ «عظمت را دوباره به آمریکا برمی‌گردانیم!» که ترامپ و هوادارانش به کرات آن را بر سر می‌کنند.

یک نظرسنجی دانشگاه سافک در ژوئن ۲۰۱۵، پس از اعلام نامزدی ترامپ، نشان داد او در بین رأی‌دهندگان احتمالی انتخابات مقدماتی حزب جمهوریخواه در نیوهمپشابر در حال صعود به جایگاه دوم است. نظرسنجی دانشگاه کویینیپیک در اواخر ژوئن نشان داد که ترامپ در آیووا دوم است. نظرسنجی‌های ژوئن ۲۰۱۵ نشان دادند که ترامپ در سطح کشور در بین رأی‌دهندگان مقدماتی جمهوریخواه در جایگاه دوم است.
اولین حضور شاخص ترامپ در یک نظرسنجی کشوری برای نامزدی جمهوریخواه در اواخر ژوئن، نظرسنجی اکونومیست و یوگاو بود که ترامپ را با ۱۱٪ به همراه مارکو روبیو و رند پال مشترکاً در جایگاه اول قرار داد.
ارزیابی پابلیک پالسی پولینگ در ژوئیه ۲۰۱۵ ترامپ را پیشتاز ایالت کارولینای جنوبی که انتخابات مقدماتیش در سه‌شنبه بزرگ برگزار می‌شود نشان داد، محبوبیت او در بین رأی‌دهندگان جوانتر سنین ۱۸–۴۵، ۶۵٪ بود. در ژوئیهٔ ۲۰۱۵، نظرسنجی گریویس مارکتینگ نشان داد ترامپ قاطعانه در نوادا در صدر قرار دارد.
نظرسنجی ای منتشر شده توسط اکونومیست/یوگاو در ۹ ژوئیهٔ ۲۰۱۵ نخستین نظرسنجی مهم کشوری بود که نشان داد ترامپ پیشتاز انتخابات ریاست جمهوری ۲۰۱۶ در حزب جمهوریخواه است، و پیشتازی ترامپ وقتی شدیداً قابل توجه می‌شود که از رأی‌دهندگان پرسیده می‌شد انتخاب اول یا دوم شما از بین ده کاندید برتر کدامست. درصد او در این نظرسنجی ۱۵٪ بود در حالیکه دو نفر بعدی، جب بوش و رند پال هر یک ۱۱٪ داشتند. در ژوئیه ۲۰۱۵ اداره‌کننده سابق سیاسی کاخ سفید مخالفت‌ها با ترامپ را با مخالفت‌هایی که با رونالد ریگان می‌شد مقایسه کرد.
ترامپ در مراسمی در آیووا گفت از آنجا که جان مک کین اسیر شده بوده، او یک قهرمان جنگی نیست. «من کسانی را دوست دارم که اسیر نشوند.» او افزود اگر کسی زندانی بشود، من او را قهرمان می‌دانم ولی از سیاستمدارانی چون مک‌کین از آنجا که در رسیدگی به امور کهنه سربازان و ایمن‌سازی مرز درمانده‌اند انتقاد کرد. اظهارات ترامپ با انتقاد کاندیداهای دیگری چون جب بوش، اسکات واکر، ریک سنتوروم، رند پال، بابی جیندال، مایک هاکبی، و کریس کریستی مواجه شد. دو کاندید، جرج پتکی و ریک پری، آشکارا از ترامپ خواستند به خاطر این اظهارات از رقابت‌ها کنار برود. در عوض، دو کاندید دیگر به حمایت از ترامپ برخاستند: بن کارسون و تد کروز، کارسون گفت که همهٔ نظرات باید شنیده شوند و کروز گفت حزب باید از جنگ داخلی دوری کند.
در ۲۱ ژوئیه، ترامپ در پاسخی به سناتور لیندسی گراهام که در مصاحبه‌ای او را «کله‌خر» خوانده بود، شماره تلفن گراهام را علناً در جریان یک سخنرانی در کارولینای شمالی اعلام کرد.

## کمپین

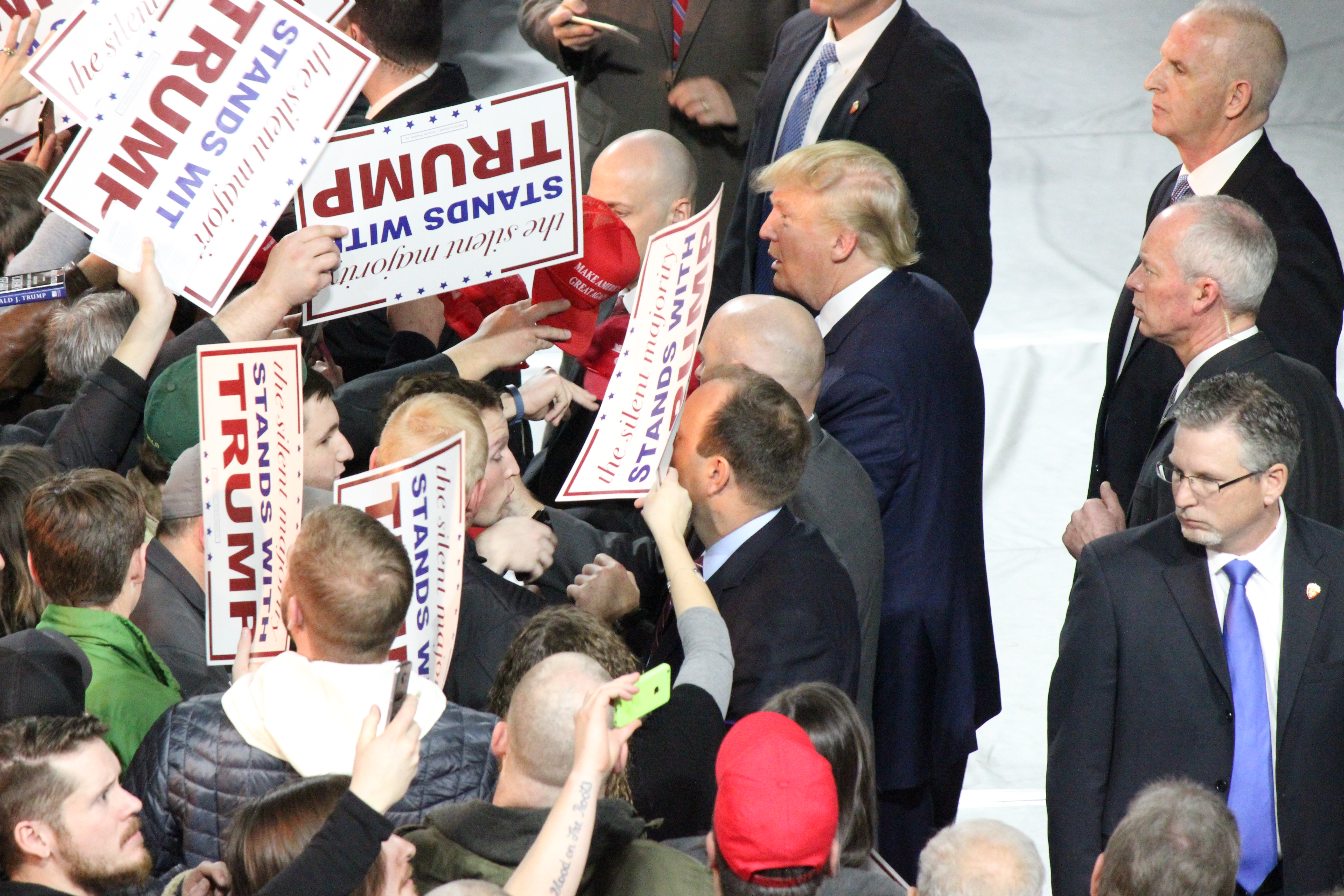
ترامپ در جمع هواداران در آیووا، ژانویه ۲۰۱۶

ترامپ مکرراً در ایالات آیووا و نیوهمپشر که اولین ایالاتی هستند که انتخابات مقدماتی را برگزار می‌کنند، مبارزهٔ انتخاباتی کرد.

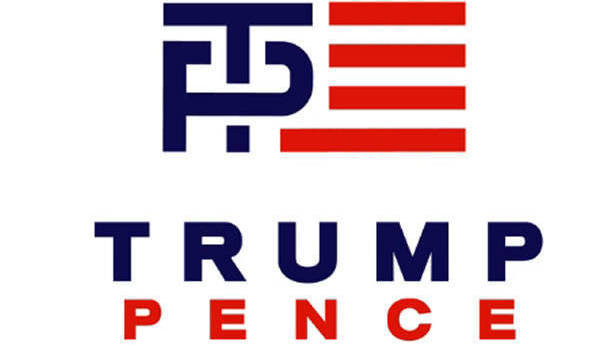
لوگوی به روز شده کمپین ترامپ به همراه نام مایک پنس نامزد معاونت رئیس‌جمهور

### تجمعات
ترامپ تجمعاتی را برگزار می‌کند که بیش از هر نامزد دیگر انتخابات سال ۲۰۱۶ مردم را به خود جلب می‌کند. بیش از ۹۰۰۰ نفر برای شرکت در سخنرانی او در فینیکس در ۱۱ ژوئیه ۲۰۱۵ ثبت نام کردند. او در ۲۱ اوت آن سال تجمعی را با حضور ۳۰۰۰۰ نفر در موبیل، آلاباما برگزار کرد. در ۲ ژانویه ۲۰۱۶ مبارزات ترامپ در بیلوکسی، می‌سی‌سی‌پی رکورد بیشترین حضار در یک برنامهٔ سیاسی را در تاریخ این ایالت شکست. کمپین ترامپ در شهر به‌طور سنتی لیبرال برلینگتون، ورمانت، به دلیل صدور ۲۰۰۰۰ بلیط برای یک مکان با ظرفیت ۱۴۰۰ نفر مورد تحقیق قرار گرفت. .

### مناظره فاکس نیوز
ترامپ یکی از ده کاندیدی بود که در مناظرهٔ اصلی فاکس نیوز در ششم اوت شرکت کردند، برت بیر از ترامپ در خصوص لایحه حفاظت از بیمار و مراقبت مقرون به صرفه، کریس والاس از او در خصوص مهاجرین غیرقانونی مکزیکی، و میگن کلی از او در این خصوص که چگونه به کمپین هیلاری کلینتون که می‌گوید او علیه زنان جنگی به راه انداخته پاسخ خواهد داد. او در پاسخی به دان لمن در گفتگویی با سی ان ان گفت که کلی سبک‌وزن است و این که «از چشمان او خون بیرون می‌آمد، از هر جای او خون بیرون می‌آمد.» ترامپ توییت کرد که منظور او «دماغ» کلی بوده ولی منتقدین آن را اشاره‌ای به قاعدگی زنان دانستند. اریک اریکسون از وبلاگ ردستیت.کام دعوت از ترامپ به یک میتینگ ردستیت را لغو کرد و گفت خطوط واقعی برای نجابت شخصی که برای ریاست جمهوری رقابت می‌کند وجود دارد که نباید از آن عبور شود. کمپین ترامپ در بیانیه‌ای اریکسون را یک بازندهٔ واقعی خواند و گفت کسی که نظر ترامپ را در اشاره به قاعدگی زنان بداند یک «منحرف» است.

### رقابت‌های مقدماتی ابتدایی
نظرسنجی در روزهای منتهی به انتخابات مقدماتی آیووا، ترامپ را با ۴ درصد اختلاف در جایگاه اول نشان می‌داد. پس از برگزاری انتخابات تد کروز در جایگاه اول آرا، و جلوتر از ترامپ قرار گرفت. کروز که شدیداً در میان مسیحیان انجیلی به مبارزات انتخاباتی پرداخته بود، مورد حمایت کشیشانی قرار داشت که هماهنگی مبارزات انتخاباتی داوطلبان به منظور ترغیب رأی‌دهندگان به حضور پای صندوق‌ها را بر عهده داشتند.
پس از این که ترامپ در آیووا کمتر از حد انتظار ظاهر شد، با یک پیروزی شایان توجه در انتخابات مقدماتی نیوهمپشر به صدر بازگشت و فراتر از حد انتظار نظرسنجی‌ها ظاهر شد. سپس او با پیروزی دیگری با اختلاف بالا در کارولینای جنوبی به پیشتازی خود در بین نامزدهای جمهوریخواه ادامه داد. او رقابت‌های مقدماتی نیوهمپشر را با کسب ۳۵٪, رقابت مقدماتی کارولینای جنوبی را با ۳۳٪, و نوادا را با ۴۶٪ از آرا برنده شد. در سه شنبه بزرگ ترامپ با پیروزی در ایالت‌های ویرجینیا، ماساچوست، تنسی، آلاباما، ورمانت، جورجیا و آرکانزاس جایگاه خود به عنوان پیشتاز جمهوریخواهان تحکیم کرد.

### اعلام تیم سیاست خارجی
ترامپ در ۲۱ مارس ۲۰۱۶ در دیدار با هیئت تحریریه واشینگتن پست، بخشی از تیم مشاوره سیاست خارجی خود را معرفی کرد و در خصوص مسایل جهانی شیوهٔ برخوردی را طرح‌ریزی کرد که واشینگتن پست آن را «به طرز جسورانه‌ای عدم مداخله گرا» خواند.

درصد رأی ترامپ در انتخابات مقدماتی حزب جمهوریخواه در ایالات آمریکا.
۰٫۰–۹٫۹٪
۱۰٫۰–۱۹٫۹٪
۲۰٫۰–۲۹٫۹٪
۳۰٫۰–۳۹٫۹٪
۴۰٫۰–۴۹٫۹٪
۵۰٫۰٪+

## مواضع سیاسی
ترامپ گفته که او یک «جمهوریخواه محافظه کار» است.